# Ceriana townsendi
Ceriana townsendi är en tvåvingeart som först beskrevs av Snow 1895.  Ceriana townsendi ingår i släktet griffelblomflugor, och familjen blomflugor. Inga underarter finns listade i Catalogue of Life.